# Hermann Wiesflecker
Hermann Paul Wiesflecker (* 27. November 1913 in Lienz; † 19. September 2009 in Graz) war ein österreichischer Historiker.
Von 1961 bis 1984 lehrte er als ordentlicher Professor an der Universität Graz. Durch seine monumentale fünfbändige Biographie, zahlreiche Einzelstudien und die Bearbeitung der Regesten hat er wesentlich dazu beigetragen, das Wissen über den römisch-deutschen Kaiser Maximilian I. und seine Politik auf eine verlässlichere Grundlage zu stellen.

## Leben
Hermann Wiesflecker stammte aus einfachen Verhältnissen. Er besuchte zunächst die Volksschule in Lienz, dann das Gymnasium in Brixen und seit 1926 das Paulinum in Schwaz. 1932 legte er die Matura ab. Im selben begann er das Studium der Geschichte, Germanistik, Altertumskunde, Latein und Italienisch an den Universitäten Innsbruck, Wien und Rom. Er war Mitglied der katholischen Studentenverbindungen AKV Tirolia Innsbruck und AKV Aggstein Wien, beide im ÖKV. Von 1935 bis 1937 besuchte er als Gast den 40. Ausbildungskurs am Institut für Österreichische Geschichtsforschung. 1937 heiratete er das erste Mal. Bei Hans Hirsch wurde er an der Universität Wien 1936 promoviert mit einer Arbeit über die Verwaltung der Grafschaft Görz im 15. Jahrhundert. Im Dezember 1937 folgte die Lehramtsprüfung. Anschließend war er als Gymnasiallehrer in Wien tätig.
Zum Nationalsozialismus nahm Wiesflecker eine ablehnende Haltung ein. Von 1939 bis 1944 leistete er an der Ostfront Kriegsdienst. Dabei wurde er schwer verwundet und verlor den linken Unterschenkel. Seine 1946/47 erfolgte Habilitation behandelte die politische Geschichte der Grafschaft Görz. Seit 1947 war er Privatdozent für mittelalterliche Geschichte und österreichische Geschichte an der Universität Wien. Ein Jahr später wurde er zum außerordentlichen Professor für österreichische Geschichte an der Universität Graz ernannt.
Im Jahr 1961 wurde Wiesflecker dort ordentlicher Professor, 1962/63 Dekan der Philosophischen Fakultät und 1964/65 amtierte er als Rektor der Grazer Universität. Wiesflecker betreute als akademischer Lehrer mehr als 100 Doktorarbeiten. Zu Wiesfleckers bedeutendsten akademischen Schülern in Graz gehörten Manfred Hollegger, Nikolaus von Preradovich und Winfried Stelzer. Eine Berufung an die Universität Innsbruck lehnte Wiesflecker ab. 1984 wurde er emeritiert. Zwei Jahre später starb seine Frau. 1987 heiratete er seine langjährige Mitarbeiterin Ingeborg Wiesflecker-Friedhuber. Wiesflecker starb an den Folgen eines Sturzes.

## Werk
Seine Forschungsschwerpunkte waren Graf Meinhard II. von Görz-Tirol und vor allem der römisch-deutsche Kaiser Maximilian I. Von 1971 bis 1986 legte Wiesflecker eine monumentale Biografie Maximilians in fünf Bänden vor. Damit einher gingen zahlreiche Aufsätze zu speziellen Fragen der maximilianischen Herrschaftszeit. 1991 erschien eine einbändige Maximilian-Biografie. 1999 folgte eine Darstellung Österreichs im Zeitalter Maximilians I. Wiesflecker war außerdem Herausgeber der Regesta Imperii dieses Kaisers. Leo Santifaller hatte ihm 1949 die Regesten Maximilians I. übertragen. Nach 40-jähriger Quellenarbeit konnte 1990 der erste Band „Ausgewählte Regesten des Kaiserreiches unter Maximilian I.“ mit 3680 Regesten erscheinen. Es folgten drei weitere Bände. Bis zuletzt arbeitete Wiesflecker mit seiner zweiten Ehefrau Ingeborg Wiesflecker-Friedhuber an der Publikation von Regesten. Die Regesten und seine umfassende Biografie Maximilians wurden als „Jahrhundertwerke der österreichischen Geschichtswissenschaft“ gewürdigt. Ein weiterer Arbeitsschwerpunkt Wiesfleckers war die Geschichte der Steiermark. Wiesflecker bearbeitete außerdem die Regesten der Grafen von Görz und Tirol und zu Graf Meinhard II. von Tirol. 1949 und 1952 erschienen zwei Bände Görzer Regesten. 1955 folgte eine Monografie über Meinhard II., die 1995 in einem Neudruck veröffentlicht wurde. 1959 publizierte er zum 100. Todestag zu Erzherzog Johann eine Biografie.

## Ehrungen
Für seine Forschungen wurden Wiesflecker zahlreiche Ehrungen und Mitgliedschaften zugesprochen. 1951 wurde er Mitglied der Historischen Landeskommission für Steiermark und 2002 ihr Ehrenmitglied. 1963 wurde er in die Kommission für Neuere Geschichte Österreichs aufgenommen. 1965 wurde er korrespondierendes Mitglied und 1969 wirkliches Mitglied der Österreichischen Akademie der Wissenschaften. Wiesflecker erhielt 1973 das Österreichische Ehrenkreuz für Wissenschaft und Kunst I. Klasse. Außerdem war er Mitglied der Katholischen Akademie in Wien und Komtur des Ordens vom Heiligen Grab zu Jerusalem. Die Universität Innsbruck verlieh ihm 1974 die Ehrendoktorwürde. 1984 erhielt er den Wilhelm-Hartel-Preis. Wiesflecker wurde mit dem Ehrenring der Stadt Lienz, dem Großen Goldenen Ehrenzeichen des Landes Steiermark (2008) und von der Republik Österreich für sein Lebenswerk mit dem Großen Goldenen Ehrenzeichen für Verdienste um die Republik Österreich (2009) geehrt.

## Schriften
Manfred Hollegger, Werner Watzenig: Verzeichnis der wissenschaftlichen Arbeiten Hermann Wiesfleckers und der Arbeiten seiner Schüler zum Themenbereich Maximilian I. In: Walter Höflechner, Helmut J. Mezler-Angelberg, Othmar Pickl (Hrsg.): Domus Austriae. Eine Festgabe – Hermann Wiesflecker zum 70. Geburtstag. Akademische Druck- und Verlags-Anstalt, Graz 1983, ISBN 3-201-01238-6, S. XXVII–XXXV.
- Ausgewählte Regesten des Kaiserreichs unter Maximilian I. 1493–1519 (= Regesta imperii. Bd. 14, 1–4). 4 Bände. Böhlau, Wien u. a. 1990–2004.
- Österreich im Zeitalter Maximilians I. Die Vereinigung der Länder zum frühmodernen Staat. Der Aufstieg zur Weltmacht. Verlag für Geschichte und Politik u. a., Wien 1999, ISBN 3-7028-0363-7.
- Maximilian I. Die Fundamente des habsburgischen Weltreiches. Verlag für Geschichte und Politik u. a., Wien u. a. 1991, ISBN 3-7028-0308-4.
- Kaiser Maximilian I. Das Reich, Österreich und Europa an der Wende zur Neuzeit. 5 Bände. Oldenbourg u. a., München u. a. 1971–1986, ISBN 3-486-53701-6;
  - Band 1: Jugend, burgundisches Erbe und römisches Königtum bis zur Alleinherrschaft, 1459–1493. 1971, ISBN 3-486-47391-3;
  - Band 2: Reichsreform und Kaiserpolitik, 1493–1500. Entmachtung des Königs im Reich und in Europa. 1975, ISBN 3-486-47891-5;
  - Band 3: Auf der Höhe des Lebens, 1500–1508. Der große Systemwechsel. Politischer Wiederaufstieg. 1977, ISBN 3-486-48331-5;
  - Band 4: Gründung des habsburgischen Weltreiches, Lebensabend und Tod. 1508–1519. 1981, ISBN 3-486-49971-8;
  - Band 5: Der Kaiser und seine Umwelt. Hof, Staat, Wirtschaft, Gesellschaft und Kultur. 1986, ISBN 3-486-49891-6.
- Erzherzog Johann. Ein Leben für die Steiermark. Stiasny, Graz 1959.
- Meinhard der Zweite. Tirol, Kärnten und ihre Nachbarländer am Ende des 13. Jahrhunderts (= Veröffentlichungen des Instituts für Österreichische Geschichtsforschung. Bd. 16, ISSN 1012-5752 = Schlern-Schriften. Bd. 124). Innsbruck 1955.
- Die Regesten der Grafen von Görz und Tirol, Pfalzgrafen in Kärnten. (Band 2 als: Die Regesten der Grafen von Tirol und Görz, Herzöge von Kärnten.). 2 Bände. Wagner, Innsbruck 1949–1952.
  - Band 1: 957–1271 (= Publikationen des Instituts für österreichische Geschichtsforschung. Reihe 4, Abteilung 1, Bd. 1, ZDB-ID 504284-7);
  - Band 2, Lieferung 1: Die Regesten Meinhards II. (I.) 1271–1295 (= Publikationen des Instituts für österreichische Geschichtsforschung. Reihe 4, Abteilung 1, Bd.  2, 1).